# Alguacilillo

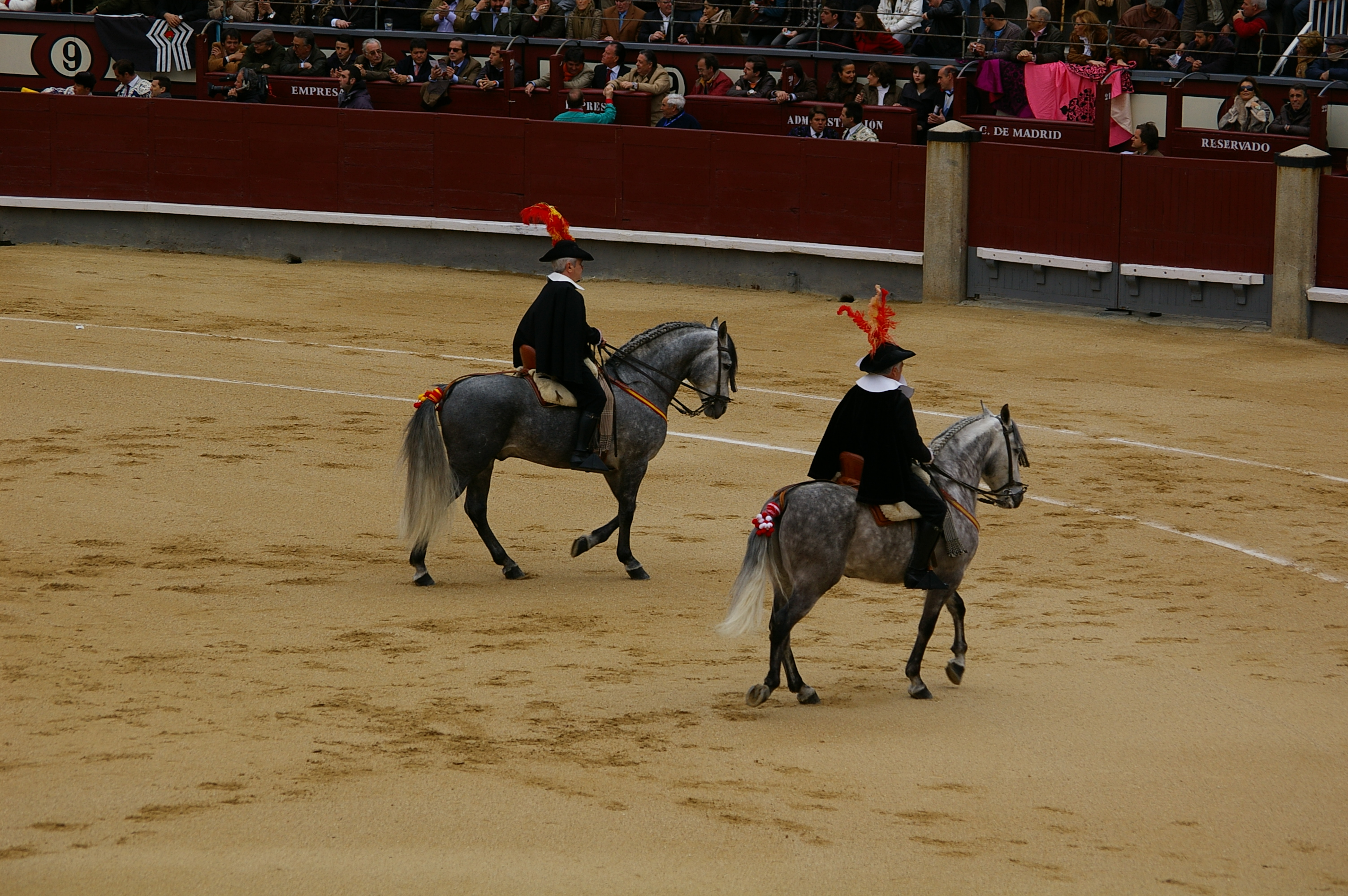
Los dos alguacilillos se dirigen a saludar a la presidencia durante el paseíllo que da inicio al festejo taurino.

El alguacil o alguacilillo es el agente encargado de transmitir y ejecutar las órdenes del presidente durante las corridas de toros. Suele portar una indumentaria que recuerda la de la época de Felipe IV. Forma parte de la tradición taurina, evocando la figura del «alguacil», funcionario público de carácter ejecutivo. Hacen su aparición a caballo y en pareja, realizando de forma simbólica la ceremonia de «despejo» de la plaza, dando una vuelta al ruedo, en recuerdo de cuando había que desalojar al público de la plaza pública para que pudiese comenzar el festejo sin peligro.
Los dos alguacilillos son los primeros miembros de la comitiva del paseíllo que salen al ruedo de la plaza de toros. Su cometido es, además de ejecutar las órdenes del presidente, recoger (simbólicamente) la llave de los toriles, entregar los premios a los toreros y preceder a las cuadrillas durante el paseíllo. Junto con los picadores y los rejoneadores (en el caso de las corridas de rejones), son los únicos componentes que van a caballo. En Madrid, recorren el perímetro junto a la barrera, cada uno en un sentido, hasta encontrarse en la puerta de cuadrillas (si es novillada, en cambio, atraviesan el redondel cabalgando juntos). 
Una vez simulado el despejo, saludan a la presidencia, destocándose y con una breve inclinación de cabeza. Así definió su cometido Gregorio Corrochano:

Hace el despejo a caballo. Pide la llave del toril. Cuida de que no haya toreros a la derecha del picador y otras normas reglamentarias descuidadas. Antes daba los avisos y el matador no quería ni verle; hoy da las orejas y el matador le abraza.
Gregorio Corrochano

Tradicionalmente, mientras conservaron su papel punitivo, eran blanco predilecto de mofa y odio por parte público. Hubo épocas que se soltaba al toro rápidamente para poner en aprietos al alguacilillo, que se retiraba apresuradamente, mientras el público lo escarnecía. Hoy día forman parte de la liturgia taurina y no despiertan ya ninguna animadversión.